# Caroline Kennedy
Caroline Bouvier Kennedy (New York, 27 november 1957) is een Amerikaanse advocate, filantrope, schrijfster van een aantal boeken en actief op het terrein van de burgerrechten. Zij was de Amerikaanse ambassadeur in Japan van 2013 tot 2017. Sinds 2022 is zij de Amerikaanse ambassadeur in Australië. Zij is medeoprichtster van de Profiles in Courage Award en sinds 2007 voorzitster van de John F. Kennedy Library Foundation. Zij is de dochter van de voormalige Amerikaanse president John F. Kennedy en Jacqueline Bouvier Kennedy.

## Levensloop

### Jeugd
Caroline Kennedy is vernoemd naar haar tante Caroline Lee Bouvier Canfield Radziwill Ross. Het gezin woonde in Washington D.C., in het stadsdeel Georgetown. Vlak na haar derde verjaardag verhuisde zij met haar ouders en broer naar het Witte Huis. Na de moord op president Kennedy in november 1963 vertrok zij met haar moeder en broer naar een penthouse in New York.
In 1967 doopte zij het vliegdekschip USS John F. Kennedy van de Amerikaanse marine dat actief bleef tot 23 maart 2007.
Kennedy kreeg onderwijs aan de Brearly School (een particuliere meisjesschool), de Convent of the Sacred Heart in Manhattan en de Concord Academy in Massachusetts. Aan het Radcliffe College van de Harvard-universiteit behaalde ze haar Bachelor of Arts en haar Juris Doctor behaalde zij aan de Columbia Law School.

### Carrière en privé
Na een stage bij haar oom, senator Edward Kennedy, en vervolgens bij New York Daily News, begon Kennedy in 1980 te werken bij het Metropolitan Museum of Art in New York. Hier ontmoette ze ontwerper Edwin Schlossberg.
Op 19 juli 1986 trouwden Kennedy en Schlossberg in de Our Lady of Victory Church in Centerville, in Massachusetts. Maria Shriver, een nicht van Caroline, was een van de bruidsmeisjes.
Het stel kreeg drie kinderen:
- Rose Kennedy Schlossberg (1988); ze is vernoemd naar haar overgrootmoeder, Rose Kennedy
- Tatiana Celia Kennedy Schlossberg (1990); zij is vernoemd naar haar vaders voormalig collega, de lithograaf Tatiana Grossman[bron?], en haar vaders grootmoeder)
- John Bouvier Kennedy Schlossberg (1993).

In 1989 richtte Kennedy, samen met familieleden de John F. Kennedy Profile in Courage Award op, vernoemd naar het door haar vader geschreven boek Profiles in Courage, dat een Pulitzerprijs won. De prijs wordt jaarlijks rond 29 mei, de verjaardag van haar vader, uitgereikt aan personen, die net zoveel moed hebben getoond als in het boek beschreven wordt. Ook zit zij in het comité dat over de uitreikingen aan genomineerden besluit.
Van 2002 tot 2004 was Kennedy uitvoerend hoofd van the Office of Strategic Partnerships van de onderwijsportefeuille van de stad New York. Hier heeft ze geholpen bij het inzamelen van meer dan 65 miljoen dollar voor de openbare scholen in de stad. Momenteel is zij vicevoorzitster van The Fund for Public Schools.
Kennedy is tevens voorzitster van de John F. Kennedy Library Foundation, commissaris van de Commission on Presidential Debates en de NAACP Legal Defense and Educational Fund, alsook erevoorzitster van het American Ballet Theatre. Tevens is zij adviseur voor het Harvard Institute of Politics.
Tijdens de Amerikaanse presidentsverkiezingen van 2008 steunde Kennedy Barack Obama. Zij trad verschillende keren op tijdens campagnebijeenkomsten. Ook had zij de leiding over het comité dat kandidaten uitzocht voor het vicepresidentschap.
Op 16 december 2008 liet zij weten dat zij belangstelling had om Hillary Clinton, die werd benoemd tot minister van Buitenlandse Zaken, op te volgen als senator voor de staat New York. De gouverneur van New York, de Democraat David Paterson, moest beslissen wie de vrijgekomen senaatszetel kreeg. Haar kandidatuur werd niet overal goed ontvangen, en op 22 januari trok zij zich terug, naar eigen zeggen om persoonlijke redenen. Daarna schoof Obama haar naar voren om ambassadeur te worden bij het Vaticaan. De kerkelijke staat verzocht beleefd om een andere kandidaat vanwege haar verklaringen betreffende het toestaan van abortus.
Op 16 oktober 2013 werd Kennedy door de Senaat benoemd tot ambassadeur voor de Verenigde Staten in Japan. Daarmee werd ze de eerste vrouw die deze functie ging vervullen.
Op 15 december 2021 nomineerde president Joe Biden Kennedy als ambassadeur van de Verenigde Staten in Australië. Kennedy werd officieel beëdigd op 10 juni 2022.

## Publicaties
- A Family Christmas, een collectie van poëzie, proza en persoonlijke aantekeningen uit haar familiegeschiedenis.

Kennedy heeft samen met Ellen Alderman twee boeken geschreven over burgerlijke vrijheden:
- In Our Defense: The Bill of Rights In Action (1990)
- The Right to Privacy (1995)

Daarnaast heeft ze de volgende bestsellers geschreven:
- A Patriot’s Handbook
- The Best-Loved Poems of Jacqueline Kennedy Onassis
- A Family of Poems: My Favorite Poetry for Children
- Profiles in Courage for Our Time

In totaal schreef zij tien boeken over haar familie.

## Wetenswaardigheden
- De Ier Ronan O'Rahilly gebruikte in 1964 haar naam voor Radio Caroline, het eerste Engelse radiostation dat vanaf zee uitzond, na het lezen van een artikel in een Amerikaans weekblad over de familie Kennedy. Daarmee werd de naam gevonden voor het radiostation dat met Pasen 1964 in de lucht kwam vanaf het zendschip de MV Caroline.[4]
- In 1969 werd singer-songwriter Neil Diamond door een foto van haar geïnspireerd tot het schrijven van het nummer Sweet Caroline. Dit onthulde hij toen hij het lied via een satellietverbinding zong voor Kennedy's vijftigste verjaardag.[5]

- Bibsys: 99015540
- Bibliothèque nationale de France: cb12314124d (data)
- CiNii: DA1344527X
- Gemeinsame Normdatei: 129056030
- International Standard Name Identifier: 0000 0000 8186 7511
- Library of Congress Control Number: n87901127
- Nationale Bibliotheek van Letland: 000135964
- MusicBrainz: edc2ac1b-05c2-4007-9af7-063d90dee0cd
- National Archives and Records Administration: 10572048
- Bibliotheek van het Japanse parlement: 001174471
- Nationale Bibliotheek van Tsjechië: jn19990004268
- Nationale Bibliotheek van Israël: 987007298321205171
- Nationale Bibliotheek van Polen: a0000002645626
- Nederlandse Thesaurus van Auteursnamen: 08799206X
- SNAC: w6wf4pvc
- Système universitaire de documentation: 032034091
- Museum of New Zealand Te Papa Tongarewa: 37817
- Virtual International Authority File: 117604913
- WorldCat: E39PBJdCrtRVvGBKRmwHqyBVmd